# Migración estacional
La migración estacional es la emigración temporal y repetitiva de carácter anual sin establecer arraigo ni integración en la nueva comunidad, generalmente por motivos laborales. Es por lo tanto diferente a la trashumancia y vida nómada.

## Trabajadores rurales
En muchas regiones agrícolas de América Latina y Europa existe este tipo de migración, cuyo ritmo va dictado por las épocas de cosecha de los distintos cultivos, y produce importantes movimientos humanos entre distintas zonas de un país o entre países vecinos.
En Argentina se llamaba "emigración golondrina" a los obreros agrícolas italianos que se establecían en el país de octubre a diciembre, período de cosecha en Sudamérica y de pausa agrícola en Italia, aprovechando de tal manera el precio barato del tránsito en los barcos a vapor.
También hay migración estacional entre la población de algunos estados mexicanos del sur como Oaxaca y Puebla, hacia los estados del norte mexicano, Estados Unidos y Canadá donde las grandes haciendas emplean trabajadores estacionales, remplazando la agricultura nómada de tradición milenaria.
Algunas de las consecuencias sociales negativas más importantes de la migración golondrina que necesitan resolverse son: 
- se produce desarraigo y disgregación familiar si migra solamente el padre o los jóvenes en edad de trabajar, .
- se interrumpe o imposibilita la escolaridad de los menores si es el grupo familiar completo que se mueve siguiendo las cosechas, condenándoles a un modo de vida que difícilmente los elevará sobre el nivel de subsistencia.

## Snowbirds
Otro grupo reconocido son los snowbirds, gente retirada o con negocios flexibles de Canadá y norte de EE. UU., que se mueven al sur durante el invierno. Un caso similar es el de los emigrantes estadounidenses en México, principalmente en San Miguel de Allende, que desean conservar sus privilegios de residencia en Estados Unidos por lo que se ven obligados a regresar anualmente. 
La americanista María Dolores Pérez Murillo considera dentro de este tipo de emigración a los catalanes que emigraban a la Cuba del siglo XIX, pues eran hombres de negocios que no rompieron nunca sus lazos con su lugar de origen.